# Várzea (Amarante)

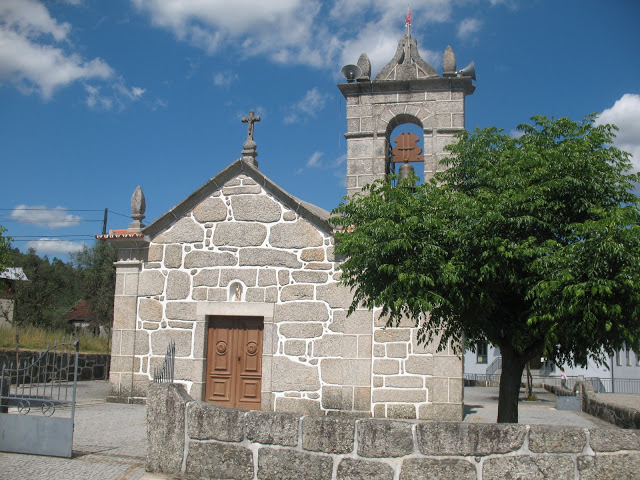
Igreja de São João de Várzea

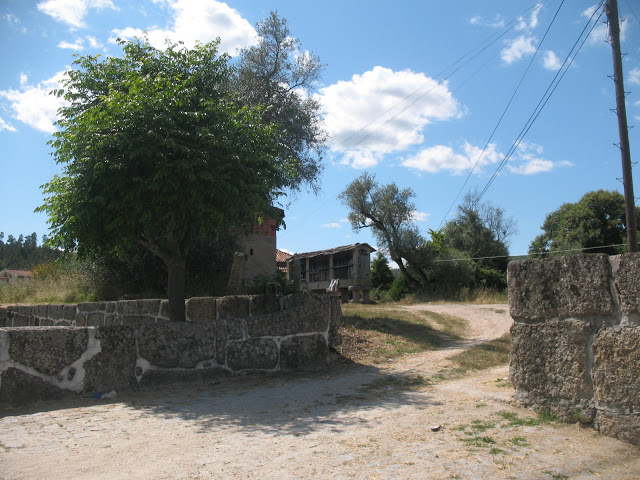

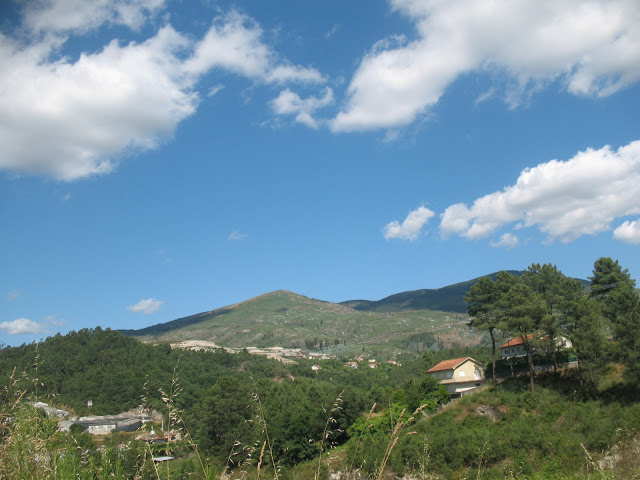
Várzea Serra do Marão vista

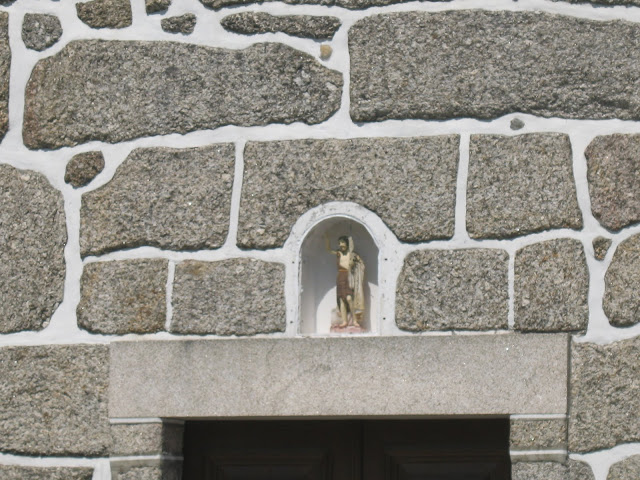
São João de Várzea

Várzea foi uma freguesia portuguesa do concelho de Amarante, com 5,58 km² de área e 383 habitantes (2011). Densidade: 68,6 hab/km².
Foi extinta em 2013, no âmbito de uma reforma administrativa nacional, tendo sido agregada às freguesias de Aboadela e Sanche, para formar uma nova freguesia denominada União das Freguesias de Aboadela, Sanche e Várzea com sede em Aboadela.

## População
★ Esteve anexada à freguesia de Aboadela nos anos de 1911 a 1930, passando a constituir freguesia autónoma em 1934
| Totais e grupos etários | Totais e grupos etários | Totais e grupos etários | Totais e grupos etários | Totais e grupos etários | Totais e grupos etários | Totais e grupos etários | Totais e grupos etários | Totais e grupos etários | Totais e grupos etários | Totais e grupos etários | Totais e grupos etários | Totais e grupos etários | Totais e grupos etários | Totais e grupos etários | Totais e grupos etários |
| ----------------------- | ----------------------- | ----------------------- | ----------------------- | ----------------------- | ----------------------- | ----------------------- | ----------------------- | ----------------------- | ----------------------- | ----------------------- | ----------------------- | ----------------------- | ----------------------- | ----------------------- | ----------------------- |
|                         | 1864                    | 1878                    | 1890                    | 1900                    | 1911                    | 1920                    | 1930                    | 1940                    | 1950                    | 1960                    | 1970                    | 1981                    | 1991                    | 2001                    | 2011                    |
| Geral                   | 349                     | 381                     | 358                     | 421                     |                         |                         |                         | 453                     | 435                     | 444                     | 395                     | 495                     | 556                     | 563                     | 383                     |
| i)                      |                         |                         |                         |                         |                         |                         |                         |                         |                         |                         |                         |                         |                         | 115                     | 41                      |
| ii)                     |                         |                         |                         |                         |                         |                         |                         |                         |                         |                         |                         |                         |                         | 115                     | 55                      |
| iii)                    |                         |                         |                         |                         |                         |                         |                         |                         |                         |                         |                         |                         |                         | 255                     | 206                     |
| iv)                     |                         |                         |                         |                         |                         |                         |                         |                         |                         |                         |                         |                         |                         | 78                      | 81                      |

 i) 0 aos 14 anos; ii) 15 aos 24 anos; iii) 25 aos 64 anos; iv) 65 e mais anos	
1. ↑  Diário da República, 1.ª Série, n.º 19, Lei n.º 11-A/2013 de 28 de janeiro (Reorganização administrativa do território das freguesias). Acedido a 2 de fevereiro de 2013.
2. ↑  Instituto Nacional de Estatística (Recenseamentos Gerais da População) - https://www.ine.pt/xportal/xmain?xpid=INE&xpgid=ine_publicacoes